# Крушевица (планина)
Крушевица је планина у југоисточној Србији, северно од Власотинца. Њена највиша тачка је Вита крушка са 913 метара надморске висине. У правцу северозапада на њу се наставља планина Бабичка гора. Источно је Заплање и даље Сува планина. На западу је Лесковац и јужно Поморавље. У геолошком саставу доминирају шкриљци палеозојске старости.